# Elecciones municipales de Ica de 1966
Las elecciones municipales de Ica de 1963 se llevaron a cabo el 13 de noviembre de 1966 para elegir al alcalde y al Concejo Provincial de Ica para el periodo 1967-1969. La elección se celebró simultáneamente con elecciones municipales en todo el país.

## Sistema electoral
La Municipalidad Provincial de Ica es el órgano administrativo y de gobierno de la provincia de Ica. Está compuesta por el alcalde y el Concejo Provincial.
La votación del alcalde y el concejo se realiza en base al sufragio universal alfabeto, que comprende a todos los ciudadanos nacionales y no nacionales mayores de veintiún años, empadronados y residentes en la provincia de Ica y en pleno goce de sus derechos políticos.
El Concejo Provincial de Ica está compuesto por 14 concejales elegidos por sufragio directo para un período de tres (3) años, en forma conjunta con la elección del alcalde (quien lo preside). La votación es por lista cerrada y bloqueada. Se asigna a cada lista los escaños según el método d'Hondt.

## Composición del Concejo Provincial de Ica
La siguiente tabla muestra la composición del Concejo Provincial de Ica antes de las elecciones.
| Partidos | Partidos                                                    | Concejales |
| -------- | ----------------------------------------------------------- | ---------- |
|          | Coalición Partido Aprista Peruano - Unión Nacional Odriísta | 9          |
|          | Alianza Acción Popular - Democracia Cristiana               | 5          |

## Partidos y candidatos
A continuación se muestra una lista de los principales partidos y alianzas electorales que participaron en las elecciones:
| Candidatura | Candidatura | Partidos y alianzas | Candidatos | Candidatos                    | Ideología                                           | Resultado previo | Resultado previo | Ref. |
| Candidatura | Candidatura | Partidos y alianzas | Candidatos | Candidatos                    | Ideología                                           | Votos (%)        | Con.             | Ref. |
| ----------- | ----------- | --- | ---------- | ----------------------------- | --------------------------------------------------- | ---------------- | ---------------- | ---- |
|             | APRA–UNO    | Lista - Coalición Partido Aprista Peruano - Unión Nacional Odriísta (APRA–UNO) – Partido Aprista Peruano (APRA) – Unión Nacional Odriísta (UNO) |            | José Oliva Razzeto            | Aprismo Conservadurismo social Populismo de derecha | 60.55%           | 9                |      |
|             | AP–DC       | Lista - Alianza Acción Popular - Democracia Cristiana (AP–DC) – Acción Popular (AP) – Partido Demócrata Cristiano (DC)                          |            | Raymundo Elías de la Quintana | Liberalismo Humanismo Democracia cristiana          | 39.45%           | 5                |      |
|             | IND         | Lista - Lista Independiente Frente de Unidad Popular Iqueña                                                                                     |            | Tomás Rojas Melgarejo         | Localismo iqueño                                    | Nuevo            | Nuevo            |      |
|             | IND         | Lista - Lista Independiente Frente Independiente Iqueño                                                                                         |            | Pedro Quijandria Felipa       | Localismo iqueño                                    | Nuevo            | Nuevo            |      |

## Resultados

### Sumario general
|                        |                                                                        |              |              |              |            |            |
| Partidos y coaliciones | Partidos y coaliciones                                                 | Voto popular | Voto popular | Voto popular | Concejales | Concejales |
| Partidos y coaliciones | Partidos y coaliciones                                                 | Votos        | %            | +/−          | Total      | +/−        |
|                        | Coalición Partido Aprista Peruano - Unión Nacional Odriísta (APRA–UNO) | 15,243       | 53.75        | –6.80        | 8          | –1         |
|                        | Alianza Acción Popular - Democracia Cristiana (AP–DC)                  | 12,253       | 43.20        | +3.75        | 6          | +1         |
|                        | Lista Independiente Frente de Unidad Popular Iqueña                    | 791          | 2.79         | n/a          | 0          | ±0         |
|                        | Lista Independiente Frente Independiente Iqueño                        | 74           | 0.26         | n/a          | 0          | ±0         |
|                        |                                                                        |              |              |              |            |            |
| Total                  | Total                                                                  | 28,361       |              |              | 14         | ±0         |
|                        |                                                                        |              |              |              |            |            |
| Votos válidos          | Votos válidos                                                          | 28,361       | 93.64        | +3.88        |            |            |
| Votos en blanco        | Votos en blanco                                                        | 829          | 2.74         | –1.55        |            |            |
| Votos nulos            | Votos nulos                                                            | 1,097        | 3.62         | –2.33        |            |            |
| Votos emitidos         | Votos emitidos                                                         | 30,287       | n/a          | n/a          |            |            |
| Abstenciones           | Abstenciones                                                           | n/d          | n/a          | n/a          |            |            |
| Votantes registrados   | Votantes registrados                                                   | n/d          |              |              |            |            |
|                        |                                                                        |              |              |              |            |            |
| Fuente:                |                                                                        |              |              |              |            |            |

## Elecciones municipales distritales

### Resultados por distrito
La siguiente tabla enumera el control de los distritos de la provincia de Ica. El cambio de mando de una organización política se resalta del color de ese partido.
| Distrito                | Alcalde(sa) titular                                       | Partido político                                          | Partido político                                          | Alcalde(sa) electo(a)    | Partido político | Partido político         |
| ----------------------- | --------------------------------------------------------- | --------------------------------------------------------- | --------------------------------------------------------- | ------------------------ | ---------------- | ------------------------ |
| La Tinguiña             | Jorge Cevasco Villagarcía                                 |                                                           | Unión Independiente Tinguiñana                            | Félix Rocha Pazos        |                  | Coalición APRA-UNO       |
| Los Aquijes             | Manuel Elías Hernández                                    |                                                           | Coalición APRA-UNO                                        | José Hernández Mendoza   |                  | Coalición APRA-UNO       |
| Pachacútec              | Creación del distrito (Ley N° 15114, 24 de julio de 1964) | Creación del distrito (Ley N° 15114, 24 de julio de 1964) | Creación del distrito (Ley N° 15114, 24 de julio de 1964) | Pedro Tipacti Altamirano |                  | Coalición APRA-UNO       |
| Parcona                 | Juan Gómez Escate                                         |                                                           | Coalición APRA-UNO                                        | Félix Gamboa Ochoa       |                  | Coalición APRA-UNO       |
| Pueblo Nuevo            | Pedro Tipacti Ríos                                        |                                                           | Coalición APRA-UNO                                        | Pedro Tipacti Ríos       |                  | Coalición APRA-UNO       |
| Salas                   | Juan Cucho Sanabria                                       |                                                           | Alianza AP-DC                                             | Teófilo Escobar Alzamora |                  | Alianza AP-DC            |
| San José de los Molinos | Mauro Bonifaz Valle                                       |                                                           | Coalición APRA-UNO                                        | Melchor Mere Chiri       |                  | Coalición APRA-UNO       |
| San Juan Bautista       | Leoncio Torres Flores                                     |                                                           | Frente Independiente Progresista                          | Sixto Suárez Soto        |                  | Lista Independiente N° 2 |
| Santiago                | Ángel Elías Muñante                                       |                                                           | Coalición APRA-UNO                                        | Anatolio Salazar Solís   |                  | Coalición APRA-UNO       |
| Subtanjalla             | José Flores Lévano                                        |                                                           | Coalición APRA-UNO                                        | Manuel Quispe Espino     |                  | Coalición APRA-UNO       |
| Tate                    | Creación del distrito (Ley N° 14843, 24 de enero de 1964) | Creación del distrito (Ley N° 14843, 24 de enero de 1964) | Creación del distrito (Ley N° 14843, 24 de enero de 1964) | Jesús Hernández Tipiana  |                  | Coalición APRA-UNO       |
| Yauca del Rosario       | Juan Ormeño Gamboa                                        |                                                           | Coalición APRA-UNO                                        | José Donayre Palomino    |                  | Alianza AP-DC            |